# Автономная Республика Крым
Автоно́мная Респу́блика Крым, АРК (крымскотат. Qırım Muhtar Cumhuriyeti, Къырым Мухтар Джумхуриети, قریم مختار جمهوریتی, QMC, КъМДж, ق‌م‌ج, укр. Автономна Республіка Крим, АРК) — автономная республика в составе Украины (с 2014 года из-за аннексии Крыма Российской Федерацией на этой территории сформирована признанная только несколькими странами Республика Крым в составе России).
Крымская автономия в составе Украины была образована законом УССР от 12 февраля 1991 № 712-XII как Крымская Автономная Советская Социалистическая Республика.
В 1992 году Верховный Совет Крыма принимает Конституцию Крыма, в которой провозглашает суверенное государство Республику Крым. Однако Украина не принимает суверенитет Крыма, называя Республику Крым автономной и ограничивая её права. Кризис разрешился в 1998 году с принятием Верховным Советом Крыма Конституции Автономной Республики Крым, в которой использовалось название Автономная Республика Крым как неотъемлемой части Украины.
В конце февраля 2014 года Россия захватывает украинский Крым. 18 марта 2014 года Крым аннексируется Российской Федерацией.
Украина продолжает считать Крым частью Украины, в чём получила поддержку большей части международного сообщества. В украинском законодательстве и документах ООН территория АР Крым рассматривается как «временно оккупированная российскими вооружёнными силами».

## История

### Восстановление Крымской АССР
Впервые на государственном уровне необходимость восстановления Крымской АССР была заявлена в Постановлении ВС СССР «О выводах и предложениях комиссий по проблемам советских немцев и крымско-татарского народа» от 28.11.1989 г., № 845-1, в котором отмечалось, что «восстановление прав крымско-татарского народа не может быть осуществлено без восстановления автономии Крыма путём образования Крымской АССР в составе Украинской ССР. Это соответствовало бы интересам как крымских татар, так и представителей других национальностей, проживающих ныне в Крыму». (Опубликовано: Ведомости Верховного Совета СССР, 1989, 29 ноября (№ 25). С. 669 (№ 495).
В ноябре 1990 года вопрос о восстановлении Крымской АССР был поставлен Крымским областным советом.
20 января 1991 года в Крымской области состоялся референдум по вопросу воссоздания Крымской АССР как субъекта СССР и участника Союзного договора. Явка превысила 81 %, за восстановление Крымской АССР проголосовало 93 %; впоследствии день референдума стал отмечаться в республике как «День Автономной Республики Крым».
Руководствуясь итогами референдума, 12 февраля 1991 года Верховный Совет Украинской ССР принял Закон «О восстановлении Крымской Автономной Советской Социалистической Республики», согласно статье 1 которого Крымская АССР провозглашалась в пределах территории Крымской области в составе Украинской ССР. Высшим органом государственной власти на территории Крымской АССР, согласно данному закону, временно (до принятия Конституции Крымской АССР и создания конституционных органов государственной власти) был признан Крымский областной Совет народных депутатов. 22 марта 1991 года Крымский областной Совет народных депутатов был преобразован в Верховный Совет Крымской АССР, и ему было поручено разработать Конституцию Крыма. Через 4 месяца, 19 июня, упоминание о крымской автономии было включено в конституцию Украинской ССР 1978 года.
Однако уже 24 августа 1991 года Верховный Совет УССР провозглашает независимость Украины и объявляет о прекращении действия Конституций УССР и СССР на территории УССР. Вместо них должна была действовать не существовавшая на тот момент Конституция Украины.

### Республика Крым
4 сентября 1991 года чрезвычайная сессия Верховного Совета автономии приняла Декларацию о государственном суверенитете Республики Крым, где говорилось о стремлении остаться в составе Украины.
1 декабря 1991 на всеукраинском референдуме 54 % жителей Крыма, принявших участие в голосовании, поддержали Акт провозглашения независимости Украины, принятый Верховной Радой 24 августа 1991 года. Учитывая, что явка составила 62 %, свой голос в поддержку Акта отдали 33 % крымчан, имевших право голоса. Однако представители народного фронта «Севастополь — Крым — Россия», а также некоторые украинские и российские исследователи считают, что при этом была нарушена статья 3 Закона СССР «О порядке решения вопросов, связанных с выходом союзной республики из СССР», согласно которой, в Крымской АССР должны были провести отдельный референдум по вопросу её пребывании в составе СССР или в выходящей союзной республике — Украинской ССР.
26 февраля 1992 года по решению Верховного Совета Крыма Крымская АССР была переименована в Республику Крым. 5 мая того же года Верховный Совет Крыма принял акт о провозглашении государственной самостоятельности Республики Крым, а день спустя — Конституцию, которая подтвердила переименование Крымской АССР и определила Республику Крым как демократическое государство в составе Украины, а город Севастополь — как город с особым статусом и неотъемлемую часть Крыма.
Верховная рада Украины, однако, рассматривала Республику Крым лишь как автономию. Законом о статусе автономной Республики Крым (от 29 апреля 1992 года, № 2299-XII) устанавливалось, что «Республика Крым является автономной частью Украины и самостоятельно решает вопросы, отнесённые к её ведению Конституцией и законами Украины» (статья 1).
30 июня 1992 года закон Украины «О статусе автономной Республики Крым» был пересмотрен и переименован в закон «О разграничении полномочий между органами государственной власти Украины и Республики Крым», на основании которого Верховный Совет Крыма в сентябре того же года принял конституционные поправки, приводящие основной закон республики в соответствие с общеукраинским законом.
В Конституции Украины 1978 года (действовавшей до 1996 года) применялось как наименование «Республика Крым» (в пункте 7-2 ст. 114-5 в ред. Закона Украины от 20.01.1994 № 3851-XII, а также в ст. 149 и 150 в ред. Закона Украины от 24.02.1994 № 4013-XII), так и наименование «Крымская АССР» (в названии органов крымской власти (кроме ст. 149 и 150), а также в статьях 75-1 и 77, в которых говорится о вхождении Крыма в состав Украины).
14 июня 1993 года Верховный Совет Крыма ввёл должность президента Республики Крым.
4 февраля 1994 года президентом Крыма был избран представитель пророссийского блока «Россия» Ю. А. Мешков. 10 марта того же года он издал указ о проведении 27 марта опроса о восстановлении Конституции 1992 года в первоначальной редакции. В соответствии с официальными итогами опроса, 20 мая 1994 года Верховный Совет Крыма принял закон Республики Крым «О восстановлении конституционных основ государственности Республики Крым», отменяющий конституционные поправки сентября 1992 года. Центральная власть Украины такое развитие событий не поддержала.

### Автономная Республика Крым
21 сентября 1994 года вопрос о крымской автономии рассматривался на заседании Верховной рады Украины. Председатель Комитета ВР Украины по вопросам правовой политики и судебной реформы В. Стретович заявил, что на украинско-крымских переговорах «довольно часто доводилось слышать», что Конституция Украины на Республику Крым не распространяется, поскольку в ней речь идёт о Крымской АССР, и предложил заменить в Конституции все оставшиеся упоминания наименования «Крымская Автономная Советская Социалистическая Республика» на «Республика Крым», однако это предложение подверглось критике, поскольку «Крым предъявляет претензии в том, что не соответствует действительности, а мы их удовлетворяем. Даже вот в таком малом, как название „Республика Крым“. То есть уже об автономии речь не идёт». В итоге было решено записать название крымской автономии как «Автономная Республика Крым».
17 марта 1995 года Верховная рада Украины приняла закон «Об отмене Конституции и некоторых законов Автономной Республики Крым», в связи с чем были отменены многие принятые ранее нормативно-правовые акты и упразднена должность президента Республики Крым. В их числе был отменён и закон Украины «О статусе автономной Республики Крым» от 29 апреля 1992 года № 2299-XII, вместо которого начал действовать закон Украины «Об Автономной Республике Крым» (Закон України «Про Автономну Республіку Крим») от 17 марта 1995 № 95/95-ВР.
1 ноября 1995 года Верховный Совет Крыма принял новую конституцию, не предусматривавшую должности президента и суверенитета Крыма. В то же время эта конституция сохраняла старое название автономии «Республика Крым» и право Верховного Совета Крыма на издание законов. 4 апреля 1996 года эта конституция была утверждена Верховной радой Украины (за исключением преамбулы и ряда статей, в связи с чем 19 июня 1997 года в конституцию были внесены очередные изменения).
21 октября 1998 года была принята новая Конституция Автономной Республики Крым, соответствующая Конституции Украины и утверждённая Верховной радой Украины 23 декабря 1998 года. Соответствующий закон Украины, а с ним — и третья по счёту конституция Автономной Республики Крым вступили в силу 12 января 1999 года; при этом единственным государственным языком автономии был объявлен украинский язык.
18 октября 2000 года постановлением Верховного Совета республики был утверждён Гимн Автономной Республики Крым.

### Аннексия Крыма Российской Федерацией
В начале 2013 года Россия начала осуществлять активные действия по предотвращению ухода Украины из российской сферы влияния. Пророссийские политические силы на Украине были слабы и к тому же скрыто подавлялись тогдашним президентом Януковичем. Усилия Москвы, такие как торговые санкции против Украины и «проект Медведчук», не смогли повернуть курс Украины обратно в сторону России, а некоторые из усилий, наоборот, увеличили поддержку интеграции с ЕС на Украине. Российская политика оказалась в тупике, исчерпав все инструменты влияния на движение Украины в сторону Запада.
С конца ноября 2013 года на Украине начались акции протеста, вызванные отказом правительства подписывать соглашение об ассоциации с Евросоюзом. В городах Крыма также происходили аналогичные акции, однако число их участников было относительно невелико. В ходе начавшегося политического кризиса в стране руководство АР Крым поддерживало позицию президента Януковича и правительства Азарова и критиковало действия оппозиции как угрожающие, по мнению парламента, политической и экономической стабильности страны. Выражались опасения за судьбу автономии, но даже с появлением в Крыму в начале 2014 года отрядов самообороны и всё более явной перспективой проведения референдума или опроса вопрос о сецессии ещё не ставился однозначно. Обращения из крымского парламента периода января — начала февраля 2014 года фокусировались вокруг идеи России как гаранта «незыблемости крымской автономии» и защиты конституционного порядка на Украине. Спикер Верховного Совета автономии Владимир Константинов в феврале 2014 года заявлял о возвращении к «некоторым параметрам автономного статуса начала 1990-х годов» и о «децентрализации власти» — но украинской власти. Руководство АРК и Севастополя продолжало декларировать свою приверженность территориальной целостности Украины, а когда 19 февраля 2014 года идея присоединения Крыма к России была выдвинута в стенах парламента автономной республики, председатель Верховного Совета АРК Константинов «одёрнул» одного из депутатов, призвав «помочь Киеву отстоять власть».
Декларировала своё невмешательство и Россия, президент которой Владимир Путин 19 декабря 2013 года на пресс-конференции в Москве, отвечая на вопрос о возможности ввода российских войск на Украину для «защиты соотечественников» по примеру ситуации в Южной Осетии и Абхазии в 2008 году, подтвердил, что «мы будем бороться за равенство прав (российских соотечественников)», но отрицал, что Россия может пойти на применение военной силы на Украине. Он выразил мнение, что дислокация Черноморского флота в Крыму является серьёзным стабилизирующим фактором в международной и региональной политике, а сравнение положения в Южной Осетии и Абхазии с крымским назвал «некорректным».
Исчерпав все инструменты влияния на движение Украины в сторону Запада, подход России был пересмотрен и изменён, и Россия, потерпев неудачу в операциях влияния на Украину, предприняла Крымскую операцию — захват Крыма — со стратегической целью удержания Украины в сфере своего влияния.
В феврале-марте 2014 года в Крыму произошли масштабные общественно-политические изменения, связанные с общеукраинским политическим кризисом. Была осуществлена смена исполнительных органов власти Севастополя и Автономной Республики Крым, а те, в свою очередь, не признали легитимность нового украинского правительства и обратились за содействием и помощью к руководству Российской Федерации.
11 марта 2014 года Верховный Совет Автономной Республики Крым провозглашает независимость. Слово «Автономная» в названии теряет значение, в документах Верховного Совета Крыма начинает использоваться самоназвание Республика Крым.
16 марта 2014 года состоялся референдум, в ходе которого, согласно официальным результатам, большинство проголосовавших высказалось за присоединение к России. Референдум был признан только Россией, власти Украины и другие страны назвали референдум неконституционным.
17 марта, на основании результатов референдума и принятой 11 марта Декларации о независимости, Верховный Совет Автономной Республики Крым обратился к России с предложением о принятии Республики Крым в состав РФ в качестве нового субъекта федерации со статусом республики. 18 марта Россия и Республика Крым подписали договор о присоединении Крыма к России, который юридически оформил российскую аннексию Крыма, согласно договору, в составе РФ были образованы новые субъекты Федерации — Республика Крым и город федерального значения Севастополь.

## Органы власти
Система органов власти Автономной Республики Крым, фактически действовавшая до аннексии Россией, была установлена Конституцией Украины, а также Конституцией Автономной Республики Крым, принятой на второй сессии Верховного Совета АРК 21 октября 1998 года и вступившей в силу 11 января 1999 года.
Представительный орган — Верховный Совет Автономной Республики Крым. 15 марта 2014 года Верховная Рада Украины приняла постановление о роспуске Верховного Совета Автономной Республики Крым, но крымские парламентарии не признали это решение.
Правительство — Совет министров Автономной Республики Крым. По Конституции Украины и Конституции Крыма 1998 года, председатель Совета министров (премьер-министр) Автономной Республики Крым назначался Верховным Советом Автономной Республики Крым по согласованию с президентом Украины, правительство же в целом формировалось Верховным Советом Автономной Республики Крым на срок его полномочий. 27 февраля 2014 года решением Верховного Совета АРК на пост председателя Совета министров АРК был назначен Сергей Аксёнов. Это решение не было признано новым руководством Украины в лице и. о. президента Александра Турчинова, который 1 марта издал указ о том, что назначение Сергея Аксёнова главой крымского правительства было осуществлено с нарушением Конституции Украины и Конституции АРК, и предложил Верховному Совету Крыма отменить его. Указ не был исполнен в связи с тем, что власти Крыма отказались признать легитимность новых украинских властей.
С целью «содействия осуществлению в АР Крым полномочий президента Украины» в Симферополе функционировало представительство президента Украины в Автономной Республике Крым, руководитель которого назначался указом главы государства. С 17 мая 2014 года представительство президента Украины в АРК размещается в Херсоне. В настоящее время должность постоянного представителя занимает Тамила Ташева.

## Границы
В соответствии с административным делением Украины, Автономная Республика Крым занимает бо́льшую часть Крымского полуострова, за исключением его юго-западной части, подчинённой Севастопольскому горсовету, который, в свою очередь, является административно-территориальной единицей общегосударственного подчинения, и северной части Арабатской стрелки, входящей в состав Херсонской области.

## Административно-территориальное деление

### 1993—2023
На момент аннексии в административном отношении Автономная Республика Крым состояла из 25 регионов: 14 районов (с преимущественно сельским населением) и 11 городов республиканского значения с подчинёнными им территориями (городских советов, с преимущественно городским населением).
Согласно законодательству Украины, руководители местных государственных администраций в АР Крым назначаются на должности и освобождаются от должностей президентом Украины по представлению правительства Украины, согласованному с председателями Верховного Совета и Совета Министров Автономной Республики Крым и с постоянным представителем президента Украины в Автономной Республике Крым, а городские головы избираются территориальными общинами.
| районов                           | 14 | районных советов           | 14  |
| городов республиканского значения | 11 | городских советов          | 16  |
| городских районов                 | 3  | городских районных советов | 3   |
| городов районного значения        | 5  | поселковых советов         | 38  |
| посёлков городского типа          | 56 | сельских советов           | 234 |

Населённых пунктов — 1020, в том числе: городских — 72, сельских — 948.

#### Районы и городские советы городов республиканского значения (1993—2023)
| Районы                          | Городские советы  |
| Бахчисарайский                  | Алуштинский       |
| Белогорский                     | Армянский         |
| Джанкойский                     | Джанкойский       |
| Кировский (Ислямтерекский)      | Евпаторийский     |
| Красногвардейский (Курманский)  | Керченский        |
| Красноперекопский (Перекопский) | Красноперекопский |
| Ленинский (Едикуйский)          | Сакский           |
| Нижнегорский                    | Симферопольский   |
| Первомайский                    | Судакский         |
| Раздольненский                  | Феодосийский      |
| Сакский                         | Ялтинский         |
| Симферопольский                 |                   |
| Советский (Ичкинский)           |                   |
| Черноморский                    |                   |

### С 2023
После административной реформы на Украине, отражённой в постановлении Верховной рады Украины от 17 июля 2020 года, территория автономии делится на 10 районов, укрупнённых из прежних районов и территорий городов республиканского значения. Постановление декларирует изменения деления, которые не вступали в силу до «возвращения под общую юрисдикцию Украины» территории Крыма. 9 сентября 2023 года, несмотря на отсутствие контроля над полуостровом, вступили в силу поправки, которые ввели в действие данное постановление в отношении Крыма.
1. Бахчисарайский район включил прежний Бахчисарайский район, а также территорию Севастопольского городского совета, кроме городской застройки самого Севастополя и Балаклавы (в частности, Инкерманский городской, Качинский поселковый и сельские советы, подчинённые Севастопольскому горсовету).
2. Белогорский район включил прежние Белогорский и Нижнегорский районы.
3. Джанкойский район включил прежние Джанкойский район и Джанкойский горсовет.
4. Евпаторийский район включил прежние Сакский и Черноморский районы, Евпаторийский и Сакский горсоветы.
5. Керченский район включил прежние Ленинский (Едикуйский[85]) район и Керченский горсовет.
6. Курманский район включил прежние Красногвардейский (Курманский[86]) и Первомайский районы.
7. Перекопский район включил прежние Красноперекопский (Перекопский[87]) и Раздольненский районы, Армянский и Красноперекопский горсоветы.
8. Симферопольский район включил прежние Симферопольский район и Симферопольский горсовет.
9. Феодосийский район включил прежние Кировский (Ислямтерекский[88]) и Советский (Ичкинский[89]) районы, Феодосийский и Судакский горсоветы.
10. Ялтинский район включил прежние Судакский и Алуштинский горсоветы.

В 2020 году также не предполагалось создание в районах Крыма территориальных общин, объединившихся на материковой Украине из городских, поселковых и сельских советов. В 2023 году теми же поправками это ограничение снято, планируется создание 40 общин.

## Население
Численность населения АРК, по данным Государственной службы статистики Украины, на 1 марта 2014 года составляла 1 966 556 человек, в том числе городское население составляло 1 232 850 человек, сельское — 733 706 человек. Постоянное население составляло 1 957 801
человек, в том числе городское население — 1 218 044 человека, сельское — 739 757 человек.

### Этнический состав
При проведении последней всеукраинской переписи (2001 год) население АРК составляло 2 024 056 человек, из них 58,5 % русских, 24,3 % украинцев, 12,1 % крымских татар, 1,4 % белорусов, 1,1 % армян, 0,6 % татар, по 0,2 % евреев, поляков, молдаван, азербайджанцев, по 0,1 % узбеков, корейцев, греков, немцев, мордвы, чувашей, цыган, болгар, грузин и марийцев. В АРК проживали также эстонцы, караимы, крымчаки, итальянцы и другие народности.

### Языки
Согласно данным переписи 2001 года, украинский язык считали родным 10,1 % населения АРК, русский — 77,0 % населения, крымскотатарский — 11,4 %.
По данным опроса, проведённого в 2004 году Киевским международным институтом социологии (КМИС), русский язык (в том числе наряду с другими языками) использовало для общения абсолютное большинство — 97 % всего населения Крыма.

## Экономика
Основные отрасли экономики Крыма — промышленность, туризм (Западный Крым, Южный берег Крыма, Керченский полуостров), строительство, здравоохранение, сельское хозяйство, торговля.

### Сельское хозяйство

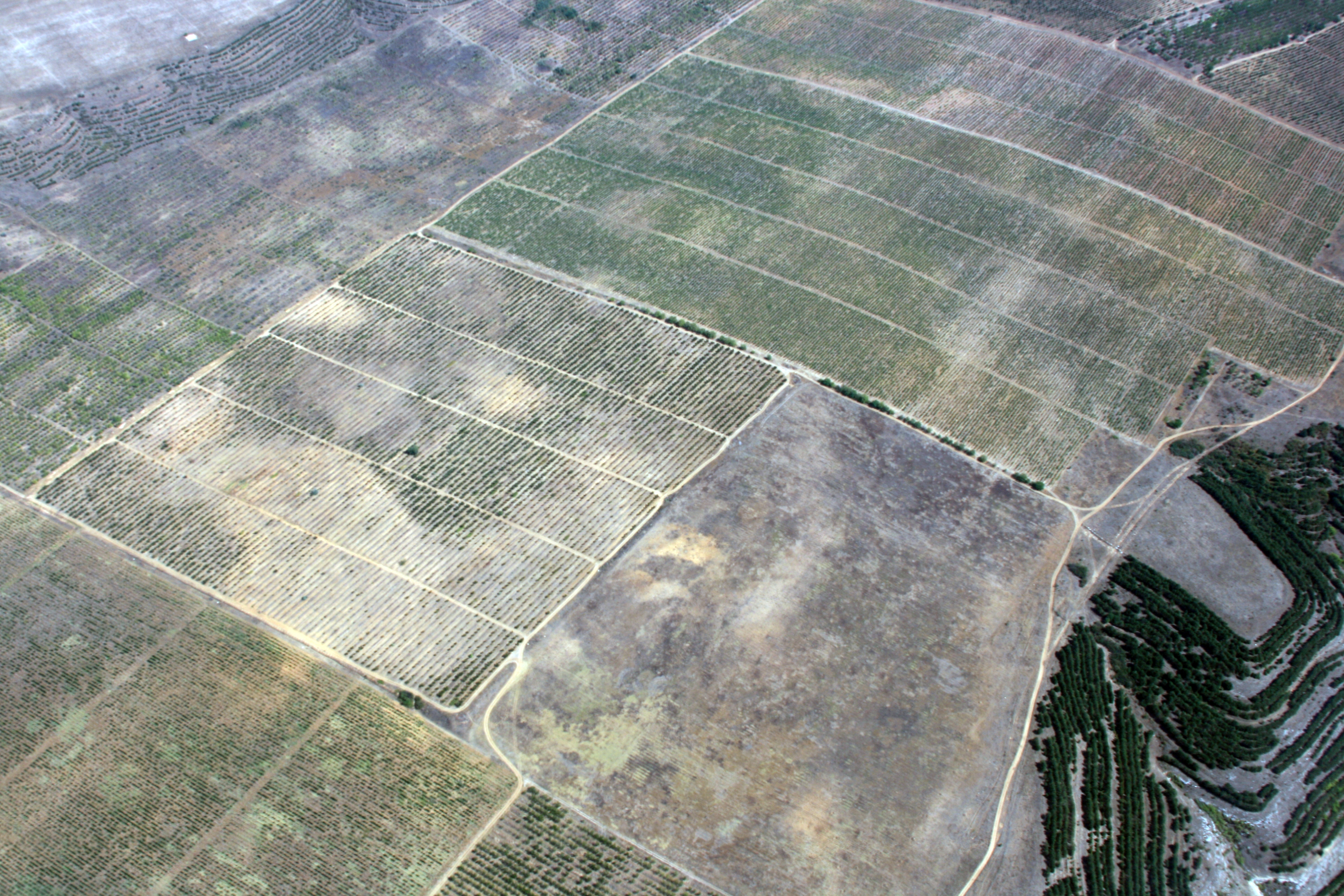
Вид на крымские виноградники с высоты нескольких сотен метров

Специализация сельского хозяйства Крыма — зерноводство, животноводство, виноградарство, садоводство, овощеводство, а также возделывание эфиромасличных культур (лаванды, розы, шалфея).
Старейшей аграрной отраслью в Крыму является виноградарство. Крым славен именно техническими сортами винограда, которые используются для производства высококачественных вин, коньяков и соков. Республика являлась главным регионом Украины по производству винограда.

### Природные ресурсы
Природно-заповедный фонд, расположенный на территории автономии, включает 158 объектов и территорий (в том числе 46 общегосударственного значения). Его основой являются 6 природных заповедников общей площадью 63,9 тыс. га: Крымский с филиалом «Лебяжьи острова», Ялтинский горно-лесной, Мыс Мартьян, Карадагский, Казантипский, Опукский.
Основные полезные ископаемые — железная руда, горючий газ, минеральные соли, строительное сырьё. Наибольшее значение имеют природные рекреационные ресурсы: мягкий климат, тёплое море, лечебные грязи, минеральные воды, живописные пейзажи.
Известные курортные районы:
- Южный берег Крыма — Ялтинский и Алуштинский регионы
- Западное побережье — Евпаторийско-Сакский регион
- Юго-Восточное побережье — Феодосийский и Судакский регионы
- Керченский полуостров.

## Российское военное присутствие
На территории Крыма с советских времён сохранилось базирование Черноморского флота СССР, который в 1990-е годы был разделён между Россией и Украиной.
15 апреля 1994 года в Москве президенты России и Украины Борис Ельцин и Леонид Кравчук подписали Соглашение о поэтапном урегулировании проблемы Черноморского флота. 9 июня 1995 года президенты России и Украины подписали Соглашение о раздельном базировании российского Черноморского флота России и Военно-морских сил Украины.
28 мая 1997 года главы правительств России и Украины подписали три соглашения по Черноморскому флоту, в том числе «Соглашение между Российской Федерацией и Украиной о статусе и условиях пребывания Черноморского флота Российской Федерации на территории Украины». По этому документу России были выделены в Крыму два пункта базирования — Севастополь и Феодосия.
Россия получила также в аренду полигон морской пехоты в районе мыса Опук и два аэродрома: Гвардейское под Симферополем и Севастополь (Кача). Украина соглашалась на использование Черноморским флотом в Крыму, за пределами Севастополя, российских флотских объектов: 31-го испытательного центра в Феодосии, пунктов ВЧ-связи в Ялте и Судаке и крымского военного санатория. Согласно договорённостям, Россия могла иметь на Украине не более 25 тысяч человек личного состава, 24 артиллерийских систем калибра более 100 мм, 132 бронемашин, 22 боевых самолётов морской авиации наземного базирования, а численность российских кораблей и судов не должна была превышать 388 единиц. На арендуемых аэродромах в Гвардейском и Севастополе (Каче) можно было размещать 161 летательный аппарат. Российская сторона обязалась не иметь ядерного оружия в составе Черноморского флота РФ на территории Украины.
21 апреля 2010 года президенты России и Украины подписали Харьковские соглашения по продлению срока аренды пунктов базирования Черноморского флота РФ в Крыму на 25 лет (после 2017 года), с возможностью его продления ещё на 5 лет — до 2042—2047 годов.
С 18 марта 2014 года главная база Черноморского флота в Севастополе де-факто перешла под юрисдикцию России, а Харьковские соглашения, согласно которым флот базировался в Крыму, были денонсированы Российской Федерацией.

## Споры о принадлежности между Россией и Украиной
В феврале—марте 2014 года была осуществлена фактическая аннексия Крыма Российской Федерацией, в рамках федеративного устройства которой на соответствующей территории были образованы субъекты федерации — Республика Крым и город федерального значения Севастополь
Украина не признаёт российскую аннексию Крыма, в чём получила поддержку большей части международного сообщества. В украинском законодательстве и документах ООН АР Крым рассматривается как временно оккупированная российскими вооружёнными силами. 
Перед финальным этапом Чемпионата Европы по футболу в июне 2021 года украинская национальная сборная представила игровые комплекты формы, на которых на лицевой стороне была изображена карта Украины с входящим в её состав полуостровом Крым. Данная форма вызвала широкий общественный резонанс в России. Несмотря на претензии к УЕФА с российской стороны, данная форма была утверждена для участия в соревнованиях, так как УЕФА сослалось на признание изображённых на форме границ со стороны ООН.

## Праздники
- 19 января — День Флага Автономной Республики Крым.
- 20 января — День Автономной Республики Крым.
- 21 октября — День Конституции Автономной Республики Крым.

## Правовой статус
После распада СССР была принята новая Конституция Украины, в соответствии с которой Автономная Республика Крым является неотъемлемой частью Украины и административно-территориальной автономией в составе страны; самостоятельно решает вопросы, отнесённые к её ведению Конституцией Украины. Перечень этих вопросов определён статьёй 138 Конституции Украины, согласно которой к ведению АРК относится:
1. назначение выборов депутатов Верховного Совета АРК, утверждение состава избирательной комиссии АРК;
2. организация и проведение местных референдумов;
3. управление имуществом, принадлежащим АРК;
4. разработка, утверждение и исполнение бюджета АРК на основе единой налоговой и бюджетной политики Украины;
5. разработка, утверждение и реализация программ АРК по вопросам социально-экономического и культурного развития, рационального природопользования, охраны окружающей среды — в соответствии с общегосударственными программами;
6. определение курортов и зон санитарной охраны курортов;
7. участие в обеспечении прав и свобод граждан, национального согласия, содействие охране правопорядка и общественной безопасности;
8. обеспечение функционирования и развития государственного и национальных языков и культур в Автономной Республике Крым; охрана и использование памятников истории;
9. участие в разработке и реализации государственных программ возвращения депортированных народов;
10. инициирование введения чрезвычайного положения и установление зон чрезвычайной экологической ситуации в Автономной Республике Крым или в отдельных её местностях.

Та же статья предусматривает возможность законодательного делегирования автономной республике дополнительных полномочий.
Согласно Конституции Крыма Верховный совет АРК имеет право заслушивать информацию о деятельности, согласовывать назначения на должности и освобождения от должностей:
- начальника ГУ МВД Украины в АРК;
- начальника ГУ юстиции Минюста Украины в АРК;
- генерального директора ГТРК «Крым»;
- прокурора АРК.

Председатели Верховного совета и Совета министров Крыма наделены полномочиями по согласованию назначений на должности и освобождения от должностей:
- заместителей начальника ГУ МВД Украины в Крыму;
- начальников городских и районных отделов внутренних дел ГУ МВД Украины в Крыму;
- заместителей начальника ГУ юстиции Минюста Украины в Крыму;
- председателя и заместителей председателя ГНА в Крыму и руководителей районных и городских налоговых инспекций в АРК;
- начальника и заместителей управления налоговой милиции в АРК;
- начальника и заместителей начальника Контрольно-ревизионного управления в Крыму, начальника и заместителей начальника Крымской региональной таможни;
- председателя отделения Фонда государственного имущества в АРК;
- директора Радиотелевизионного передающего центра.

С марта 2014 года принадлежность территории республики является предметом межгосударственных разногласий Украины и России. Де-факто эта территория вошла в состав Российской Федерации как новый субъект федерации Республика Крым. Украина отделение Крыма и аннексию его Россией не признаёт и считает АР Крым «временно оккупированной».
В частности, 16 мая 2014 года Александр Турчинов, назначенный Верховной Радой и. о. президента, подписал распоряжение о мерах по восстановлению деятельности представительства президента Украины в Крыму. Представительство, временно размещаемое в Херсоне, открывается «с целью обеспечения восстановления деятельности представительства президента Украины в Автономной Республике Крым в условиях временной оккупации территории Автономной Республики Крым». 22 мая постоянным представителем президента Украины в АРК назначена Наталия Попович. Месяцем ранее, 15 апреля 2014 года, был принят закон «Об обеспечении прав и свобод граждан и правовом режиме на временно оккупированной территории Украины», которым в украинском правовом поле был установлен ряд ограничений и изъятий применительно к территории республики, в частности, согласно этому закону в Крыму запрещены некоторые виды хозяйственной деятельности и установлены ограничения на въезд и выезд иностранных граждан и лиц без гражданства, а выборы в общегосударственные органы Украины (в Верховную раду и на пост президента) на территории Крыма не проводятся.
17 июля 2014 года кабмином Украины была создана Государственная служба по вопросам Крыма, Севастополя и временно перемещённых лиц. Госслужба создана как центральный орган исполнительной власти, деятельность которого направляется и координируется Кабмином, 22 октября 2014 года она была переименована в Государственную службу по вопросам Крыма и Севастополя, а в 2016 году была объединена с Государственным агентством по вопросам восстановления Донбасса в Министерство по вопросам временно оккупированных территорий и внутренне перемещённых лиц.
27 марта 2014 года Генеральная Ассамблея ООН приняла резолюцию 68/262, в которой было заявлено, что референдум, проведённый в Автономной Республике Крым и городе Севастополе 16 марта 2014 года, не имея законной силы, не может быть основой для какого-либо изменения статуса Автономной Республики Крым или города Севастополя. За принятие резолюции проголосовало 100 государств из 193 государств — членов ООН, воздержалось — 58, против резолюции проголосовало 11 государств: Армения, Белоруссия, Боливия, Куба, КНДР, Никарагуа, Россия, Судан, Сирия, Венесуэла и Зимбабве. 19 декабря 2016 года ГА ООН приняла резолюцию по правам человека в Крыму, в преамбуле которой назвала Крым «временно оккупированной территорией» и «подтвердила непризнание аннексии» полуострова. За документ проголосовало 70 стран, против — 26, 77 стран воздержались и 20 стран не голосовало.
В середине марта 2021 года президент Украины Зеленский подписал разработанную СНБО «Стратегию деоккупации и реинтеграции Автономной Республики Крым и города Севастополя», в которой заявлено, что Киев применит для возвращения этой территории меры «дипломатического, военного, экономического, информационного, гуманитарного и иного характера». Украина также будет защищать права своих граждан, проживающих на «временно оккупированных территориях». Водоснабжение Крыма будет восстановлено лишь после восстановления там украинского конституционного строя.

### Комментарии
1. ↑  С марта 2014 года принадлежность территории по разному трактуется Россией и Украиной
2. ↑  В Конституции Автономной Республики Крым Симферополь именуется столицей автономии[1], однако Конституционный Суд Украины в своём решении от 16 января 2003 года счёл такую терминологию некорректной[2]
3. ↑  В Конституции АР Крым отсутствует понятие собственного «государственного» или «официального» языка. При этом Конституция АРК наряду с государственным украинским наделяет русский и крымскотатарский языки некоторыми официальными функциями. Постановлением от 26 мая 2010 года № 1747-5/10 Верховный Совет АРК, «руководствуясь нормами части первой статьи 9 и части третьей статьи 10 Конституции Украины, а также статями 10 и 14 Конституции Автономной Республики Крым, Законом Украины от 15 мая 2003 года № 802-IV „О ратификации Европейской хартии региональных языков или языков меньшинств“», объявил русский язык региональным языком АРК[1].